# Догэдза
Догэдза (яп. 土下座) — поза, в которой человек садится на колени, опускает почти до земли свою голову и произносит «пожалуйста». Смысл догэдза в том, чтобы продемонстрировать своё высшее почтение перед кем-либо.

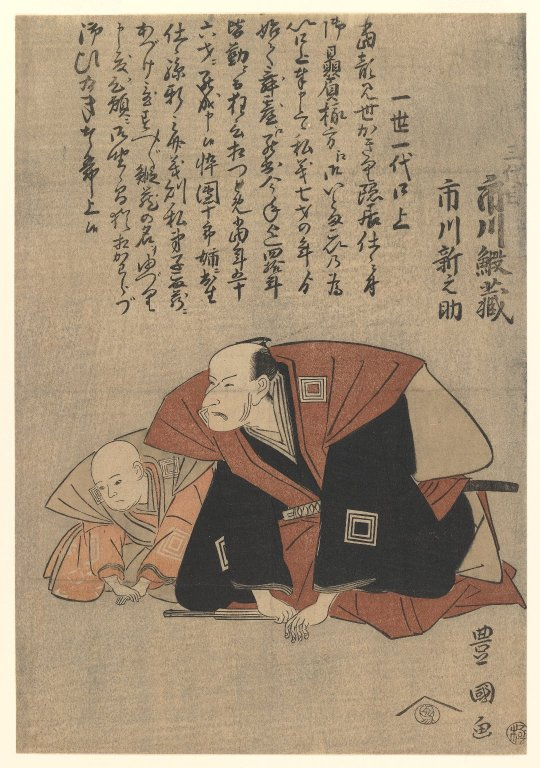
Кланяющиеся актёры

В Японии установлен памятник Такаяме Хикокуро, сидящему в позе догэдза. Расположен он на восточном берегу реки Камо, там где Третий проспект пересекается с улицей Кавабата-дори. Это одно из самых известных мест для встречи — «догэдза-маэ». В буквальном переводе на русский — «рядом с коленопреклонённым».
Такаяма Хикокуро — самурай, политический деятель-монархист и поэт; родился в 1747 году, а в 1793 совершил обряд сэппуку. Легенда гласит, что в 1784 году, подъезжая со стороны Эдо к мосту Сандзё-о-хаси[en], Такаяма увидел остатки императорского дворца, сгоревшего за несколько лет до этого. Его спутники рассказали ему, что дворец до сих пор не отстроен заново, и поэтому император вынужден жить в неподобающем для себя жилище. Услышав об этом, Такаяма опустился на колени и низко поклонился в сторону бывшего императорского дворца. Этим поступком он хотел выразить одновременно и своё негодование по отношению к сёгунату (военному правительству средневековой Японии), и уважение к отстраненному от правления страной императору. Памятник установлен на том самом месте, в котором, по преданию, Такаяма преклонил колени пред сгоревшим императорским жилищем.